# Marcinówka (potok)
Marcinówka (Marcinowski Potok) – potok, lewobrzeżny dopływ Jaszkówki. Wypływa na północno-zachodnich zboczach Wzgórz Rogówki w Kotlinie Kłodzkiej. W części źródliskowej składa się z dwóch potoków biorących początek na wysokości około 490 m n.p.m..
Północny potok wypływa pomiędzy Brzanką a Klekotką, a południowy pomiędzy Klekotką a Sarnicą. Przed pierwszymi zabudowaniami Marcinowa oba potoki łączą się na polach. Marcinówka uchodzi do Jaszkówki w Jaszkowej Dolnej na wysokości około 295 m n.p.m.. 
Całkowita długość potoku wynosi około 8,6 km. Marcinówka posiada liczne, ale drobne i bezimienne dopływy. W górnej części płynie stromiej przez las, niżej mija rozrzucone zabudowania Marcinowa, a następnie dalej aż do ujścia prawie płasko przez rozległe użytki rolne.